# Клечкина, Анастасия Андреевна
Анастасия Андреевна Клечкина (род. 4 августа 1994 года, Санкт-Петербург) — российская легкоатлетка, специализирующаяся в семиборье. Двукратная чемпионка Сурдлимпийских игр (2013, 2017). Заслуженный мастер спорта России.

## Биография
Окончила Колледж олимпийского резерва № 1 в Санкт-Петербурге. Тренируется в СДЮСШОР Академия лёгкой атлетики Санкт-Петербурга под руководством Андрея Олеговича Радуха.
В 2013 году на Сурдлимпийских играх в Софии стала чемпионкой в семиборье. Награждена премией Правительства Санкт-Петербурга (2013).
С 2014 года учится на факультете летних олимпийских видов спорта НГУФК.
В 2017 году на Сурдлимпийских играх в Самсуне победила в семиборье и завоевала бронзовую медаль в беге на 100 метров с барьерами.
Также участвовала в соревнованиях без ограничений по слуху: в 2012 и 2013 году становилась призёром чемпионата России среди юниоров, в 2014 году участвовала во взрослом чемпионате России, а в 2017 и 2019 годах — в Кубке России по многоборьям.

## Основные результаты
| Год  | Соревнования        | Место проведения | Дисциплина | Место | Результат |
| ---- | ------------------- | ---------------- | ---------- | ----- | --------- |
| 2013 | Сурдлимпийские игры | София, Болгария  | 100 м с/б  | 6     | 15,13     |
| 2013 | Сурдлимпийские игры | София, Болгария  | семиборье  | 1     | 4930      |
| 2013 | Сурдлимпийские игры | София, Болгария  | высота     | 4     | 1,65 м    |
| 2013 | Сурдлимпийские игры | София, Болгария  | копьё      | (q)   |           |
| 2013 | Сурдлимпийские игры | София, Болгария  | длина      | 4     | 5,27 м    |
| 2017 | Сурдлимпийские игры | Самсун, Турция   | 100 м с/б  | 3     | 14,80     |
| 2017 | Сурдлимпийские игры | Самсун, Турция   | семиборье  | 1     | 4911      |
| 2017 | Сурдлимпийские игры | Самсун, Турция   | высота     | 4     | 1,64 м    |
| 2017 | Сурдлимпийские игры | Самсун, Турция   | копьё      | 5     | 41,34 м   |